# 서화담전
《서화담전》(徐花潭傳)은 작자와 연대 미상의 구소설이다. 내용은 화담 서경덕을 도술가로 꾸며 그린 것으로 《전우치전》의 끝부분에 전우치가 서화담의 제자가 되었다는 것과 연관되는 듯하다.